# チェコ・スロバキア正教会
チェコ人の地およびスロバキア正教会（チェコ語:Pravoslavná církev v českých zemích a na Slovensku、スロバキア語:Pravoslávna cirkev v českých krajinách a na Slovensku）は、チェコ共和国およびスロバキア共和国を管掌する正教会の教会組織であり、2006年5月2日よりプラハ府主教のクリシュトフ（Kryštof）がその長を務めている。
正教会では一般に、信仰を同じくする教会組織を国や地域ごとに設立し、相互に承認する形をとっている。チェコ・スロバキア正教会は、コンスタンディヌーポリ全地総主教庁やロシア正教会をはじめ、各地の正教会と互いに承認しあっており、信仰を同じくしている。したがって本教会に属する信徒の持つ信仰は、他の国や地域の正教会組織のそれと同一である。

## 歴史
チェコおよびスロバキアにおける正教会の歴史は、中世にも現代にも存在している。現代のチェコ・スロバキア正教会の管掌地域にはモラヴィア地方が含まれるが、モラヴィアは聖キュリロスと聖メトディオスの兄弟によって、スラヴ人への正教会の布教が進められた地であった。兄弟によるスラヴ人への布教活動のために、聖書がスラヴ語に翻訳され、スラヴ語を書き表すための文字も作り出された。メトディオスが885年に死去すると、ローマ教皇ステファヌス4世は兄弟の弟子たちの活動を禁じてチェコから追放し、その活動は打ち砕かれた。一方、地理的にキエフ・ルーシに近いスロバキアでは、その後も正教会の布教は続けられたが、ウィーン会議によってローマ・カトリック教会へと合同させられた。
第一次世界大戦の終戦によってチェコスロバキアが独立すると、正教会に対する法的な規制から解放され、多数の人々がカトリック教会を去った。大戦前から一部で進んでいたセルビア正教会との協力関係により、彼らはセルビア正教会に傾倒していた。その中に、かつてカトリック教会の司祭で、正教への関心を深めていたマティアス・パヴリク（Matthias Pavlik）がいた。
1921年9月25日、ユーゴスラビア王国の首都ベオグラードにある聖ミハイル大聖堂にて、セルビア正教会のベオグラード総主教・ディミトリはマティアス・パヴリクをモラヴィアおよびシレジアの主教に任命した。彼は中世のモラヴィア主教・聖メトディオスの後継者として、その弟子の一人の名前をとって、ゴラズ（Gorazd）の名が与えられた。
この時代に新しく誕生した国家・チェコスロバキアを代表する正教会組織として、ゴラズはボヘミア、モラヴィアおよびスロバキアを管掌範囲とする教会の組織作りを進めた。ボヘミアでは、11の聖堂と2つの礼拝堂が建てられた。また、チェコ語に翻訳された正教の典礼書を発行した。スロバキアや、当時はチェコスロバキア領であったザカルパッチャでも教会作りを進め、ローマに併呑される以前の正教の伝統をよみがえらせようと努めた。この戦間期の時代にゴラズが築いた小さな教会は、後の第二次世界大戦の時代に、チェコスロバキアの民族との強い結びつきを示すことになる。
アドルフ・ヒトラーに率いられてナチズムがヨーロッパ全土を席巻し、各地で過酷な統治体制が敷かれた時代、チェコやスロバキアもその例外ではなく、ナチズム体制による過酷な支配を受けた。ドイツ占領下のチェコ（ベーメン・メーレン保護領）の総督となったラインハルト・ハイドリヒは、1942年5月27日に、プラハの聖ツィリル・メトジェイ正教大聖堂の近くで攻撃を受け、暗殺された。これを実行したチェコ人の愛国者は、大聖堂の地下聖堂に一時的に隠れていた。正教徒たちは彼をかくまい、ゴラズにそのことを知らせた。しかしやがてナチスは暗殺の実行者の居所を突き止めて大聖堂を襲撃し、彼らを殺害した。正教の信徒や司祭たち、ゴラズは逮捕され、1942年9月4日に銃殺刑に処せられた
更に、報復としてナチスはボヘミアおよびモラヴィアでの教会の活動を禁じた。聖堂や礼拝堂は閉鎖され、教会に関係するチェコ人たちには処分が下された。リディツェなどでは村が完全に破壊され、住民はその場で殺害されるか強制収容所に送られ、ほぼ全てが死亡に追いやられた。正教会は迫害の対象となり、全部で256人の信徒や神品が処刑され、教会の活動は完全に潰えた。
第二次世界大戦が終わると、チェコスロバキアの正教会は、その愛された主教を失った状況下で、復興の道を歩む。1961年5月4日には、セルビア正教会によってゴラズは殉教者と認められ、新致命者として列聖された。1987年8月24日、モラヴィア・オロモウツの聖ゴラズ大聖堂にて、チェコスロバキア正教会によって列聖された。

## 地位
1951年12月9日、モスクワ総主教はチェコスロバキア正教会に独立正教会の地位を与えたが、コンスタンディヌーポリ全地総主教庁はチェコスロバキアの教会が自教会の下で自治教会の地位にあるものとしてモスクワ総主教庁による地位の付与を承認しなかった。1998年8月27日、全地総主教庁はチェコスロバキア正教会に独立教会の地位を与えるトモスを発し、その独立を認めた。

## 機構
チェコとスロバキアが1993年に連邦制を解消し、それぞれ独立した共和国となって以降は、それぞれの国ごとに異なる法人となり、チェコでは「チェコ人の地の正教会」、スロバキアでは「スロバキアの正教会」となっている。しかし、教会法上は「チェコ人の地およびスロバキアの正教会」として単一の教会である。教会には2つの本拠地と4つの教区がある。チェコ共和国の府主教座はプラハに、スロバキアの府主教座はプレショフにあり、プラハの府主教座の下にはプラハとオロモウツ・ブルノ、プレショフの府主教座の下にはプレショフとミハロフツェ（Michalovce）の教区がある。
プラハおよび全チェコスロバキアの府主教ドロテイ（Dorotej）の永眠後、プレショフ大主教のニコライ（Nikolaj）が次の府主教に選出されたことにより、教会を統べる中心はプラハからプレショフに移された。ニコライが2006年1月30日に永眠した後、5月2日にプラハおよび全チェコの大主教クリシュトフ（Kryštof）が次の府主教に選出された。
チェコ共和国には82の小教区があり、うち51はボヘミアに31はモラヴィアおよびシレジアにある。スロバキア共和国では、プレショフの教区の下に69の小教区があり、ミハロフツェの教区の下に21の小教区がある。プレショフ大学の正教神学部では、両国の教会における将来の司祭が養成されている。同学部はオロモウツに支部を持っている。
サーザヴァの聖プロコピオス修道院はモストに、生神女就寝修道院はヴィレモフ（Vilemov）にある。

## 分類
- 正教会（ギリシャ正教、東方正教会） — 正教会の洗礼・聖体機密（聖体礼儀）を含む機密（秘蹟）は全ての正教会で有効。「ルーマニア正教会」「ロシア正教会」は組織名であり、一組織を信仰するかのような「ロシア正教を信仰する」「グルジア正教を信仰する」といった表現は誤りである。
  - 独立正教会（一部からの承認のみのものを含む）
    - アメリカ正教会
    - アルバニア正教会
    - アレクサンドリア教会（アレクサンドリア総主教庁）
    - アンティオキア教会（アンティオキア総主教庁）
    - ウクライナ正教会 (2018年設立)
    - エルサレム教会（エルサレム総主教庁）
    - キプロス正教会
    - ギリシャ正教会
    - グルジア正教会
    - コンスタンティヌーポリ教会（コンスタンティヌーポリ全地総主教庁）
    - セルビア正教会
    - チェコスロバキア正教会
    - ブルガリア正教会
    - ポーランド正教会
    - マケドニア正教会　一部のみその地位を承認。
    - ルーマニア正教会
    - ロシア正教会

  - 自治正教会（一部の承認のものも含む）
    - エストニア使徒正教会 — 一部のみその地位を承認。承認していない教会からは一教区扱い。
    - シナイ正教会
    - 正統オフリド大主教区 — 一部のみその地位を承認。承認していない教会からは一教区扱い。
    - 中国正教会 — 一部のみその地位を承認。承認していない教会からは一教区扱い。
    - 日本ハリストス正教会 — 一部のみその地位を承認。承認していない教会からは一教区扱い。
    - フィンランド正教会

  - 自主管理教会
    - アンティオキア正教会北米大主教区
    - ウクライナ正教会 (モスクワ総主教庁系)
    - エストニア正教会 — ロシア正教会の自主管理教会。
    - 在外ロシア正教会
    - モルドバ正教会
    - ラトビア正教会
    - 他